# The Edge of Glory
The Edge of Glory er tredje single fra den amerikanske sangerinde Lady Gagas andet studiealbum, Born This Way. Sangen er skrevet af Lady Gaga, Fernando Garibay og DJ White Shadow, og blev frigivet på verdensplan i 9. maj 2011.

## Hitliste
| Hitliste (2011)                  | Højeste placering |
| -------------------------------- | ----------------- |
| Australian Singles Chart         | 2                 |
| Austrian Singles Chart           | 3                 |
| Belgian Singles Chart (Flanders) | 6                 |
| Belgian Singles Chart (Wallonia) | 2                 |
| Canadian Hot 100                 | 3                 |
| Czech Airplay Chart              | 10                |
| Danish Singles Chart             | 8                 |
| Finnish Singles Chart            | 14                |
| French Singles Chart             | 7                 |
| German Singles Chart             | 3                 |
| Hungarian Airplay Chart          | 11                |
| Irish Singles Chart              | 4                 |
| Italian Singles Chart            | 2                 |
| Japan Hot 100                    | 8                 |
| Netherlands Single Top 100       | 9                 |
| New Zealand Singles Chart        | 3                 |
| Norwegian Singles Chart          | 2                 |
| Scottish Singles Chart           | 2                 |
| Slovak Airplay Chart             | 1                 |
| South Korean Gaon Chart          | 1                 |
| Spanish Singles Chart.           | 5                 |
| Swedish Singles Chart            | 19                |
| Swiss Singles Chart              | 10                |
| UK Singles Chart                 | 6                 |
| US Billboard Hot 100             | 3                 |
| US Adult Contemporary            | 11                |
| US Adult Pop Songs               | 2                 |
| US Hot Dance Club Songs          | 1                 |
| US Latin Pop Songs               | 28                |
| US Pop Songs                     | 3                 |